# Teatro Ocidental da Guerra Civil Americana

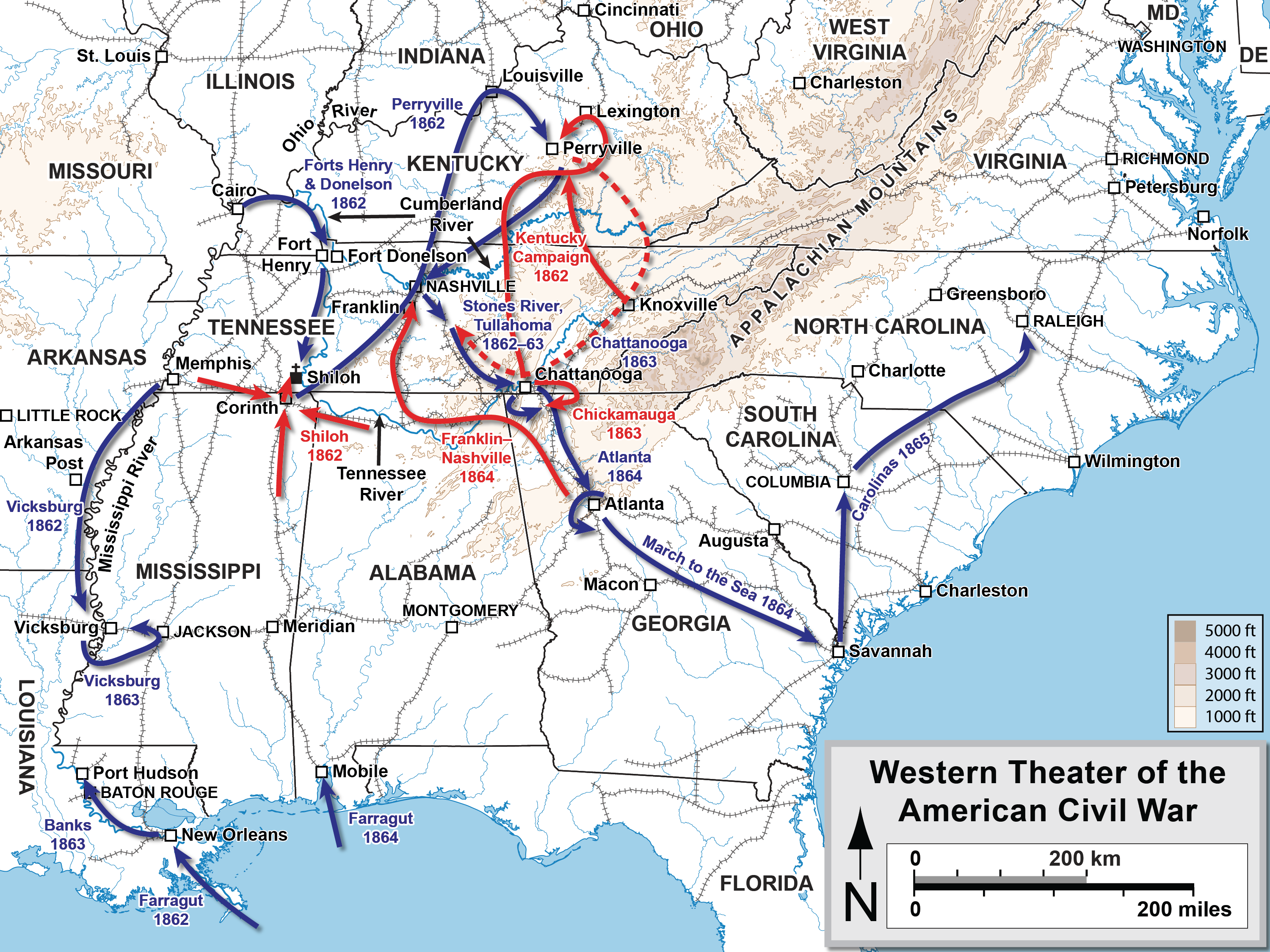
Visão geral do Teatro Ocidental (1861–1865)
Confederados
União

O Teatro Ocidental da Guerra Civil Americana abrangeu grandes operações militares nos estados do Alabama, Geórgia, Flórida, Mississippi, Carolina do Norte, Kentucky, Carolina do Sul e Tennessee, bem como a Luisiana a leste do rio Mississippi. As operações desses estados, com exceção da Baía de Mobile, são consideradas parte do Teatro da Margem Inferior. A maioria das outras operações a leste do Mississippi fazem parte do Teatro Oriental. Operações a oeste do rio Mississippi ocorreram no Teatro Trans-Mississippi.
O Teatro Ocidental serviu como uma avenida de operações militares pelos exércitos da União diretamente no coração agrícola do Sul, através dos principais rios da região (o Mississippi, Tennessee e o Cumberland). Os Confederados forram forçados a defender uma área enorme com recursos limitados. A maioria das ferrovias corria de norte a sul, em oposição a leste a oeste, dificultando o envio de tropas Confederadas e suprimentos para as tropas mais longe das áreas mais povoadas e industrializadas a leste dos Confederados.
As operações da União começaram com a garantia do Kentucky nas mãos da União em setembro de 1861. O Exército do Tennessee do tenente-general Ulysses S. Grant, obteve sucessos no Kentucky e no oeste do Tennessee em 1861 e 1862, capturando importantes localizações estratégicas dos fortes Henry e Donelson. O Exército do Tennessee e o Exército de Ohio derrotaram o Exército Confederado do Mississippi, comandado pelo general Albert Sidney Johnston, na Batalha de Shiloh, expulsando-o do oeste do Tennessee, entrando em Mississippi e capturando Corinth. As tropas de Grant marcharam e capturaram Vicksburg em 1862–1863. Enquanto isso, o Exército de Ohio, mais tarde conhecido como o Exército de Cumberland, teve sucesso, bloqueando uma invasão Confederada do Kentucky e ganhando controle sobre grandes parte do Tennessee através do Batalha de Stones River e da Campanha de Tullahoma de 1863 enquanto lutava contra os Confederados do Exército do Tennessee, cujo comandante, Braxton Bragg, foi frequentemente criticado por sua suposta falta de habilidade militar. O Exército da União foi brevemente bem sucedido em sua invasão da Geórgia na Batalha de Chickamauga, e cercou Chattanooga. Grant, agora comandante da recém-criada Divisão Militar do Mississippi, assumiu o comando e recebeu reforços da União do Exército do Tennessee, bem como do Exército do Potomac, no leste. O cerco de Chattanooga teve início em novembro de 1863. Após seu início, por Abraham Lincoln ao general-em-chefe, Grant colocou o major-general William Tecumseh Sherman no comando dos exércitos combinados. Chattanooga serviu como uma plataforma de lançamento para Sherman para capturar o centro ferroviário confederado de Atlanta e para marchar para o Atlântico, infligindo um grande golpe logístico e psicológico para os Confederados. Depois de chegar ao oceano, Sherman invadiu as Carolinas. As operações no Teatro Ocidental concluíram com a rendição das forças do Sul aos exércitos da União na Carolina do Norte e Flórida, em maio de 1865, após a rendição do general Robert E. Lee a Grant em Appomattox Court House.
O Teatro Ocidental normalmente recebe menos atenção do que o Teatro Oriental. Isso tem muito a ver com a maior proximidade da ação no leste às capitais e aos grandes centros populacionais. No entanto, alguns historiadores consideram o teatro mais importante da guerra. Enquanto o Teatro Oriental permaneceu essencialmente em impasse até 1864, as tropas da União no oeste, a partir de 1861, foram capazes de cercar e expulsar as tropas Confederadas, forçando-as a uma eventual capitulação. Isto foi feito através de uma série estável de vitórias da União em grandes batalhas, interrompidas por apenas uma única derrota, que teve lugar em Chickamauga.

## Teatro de operações

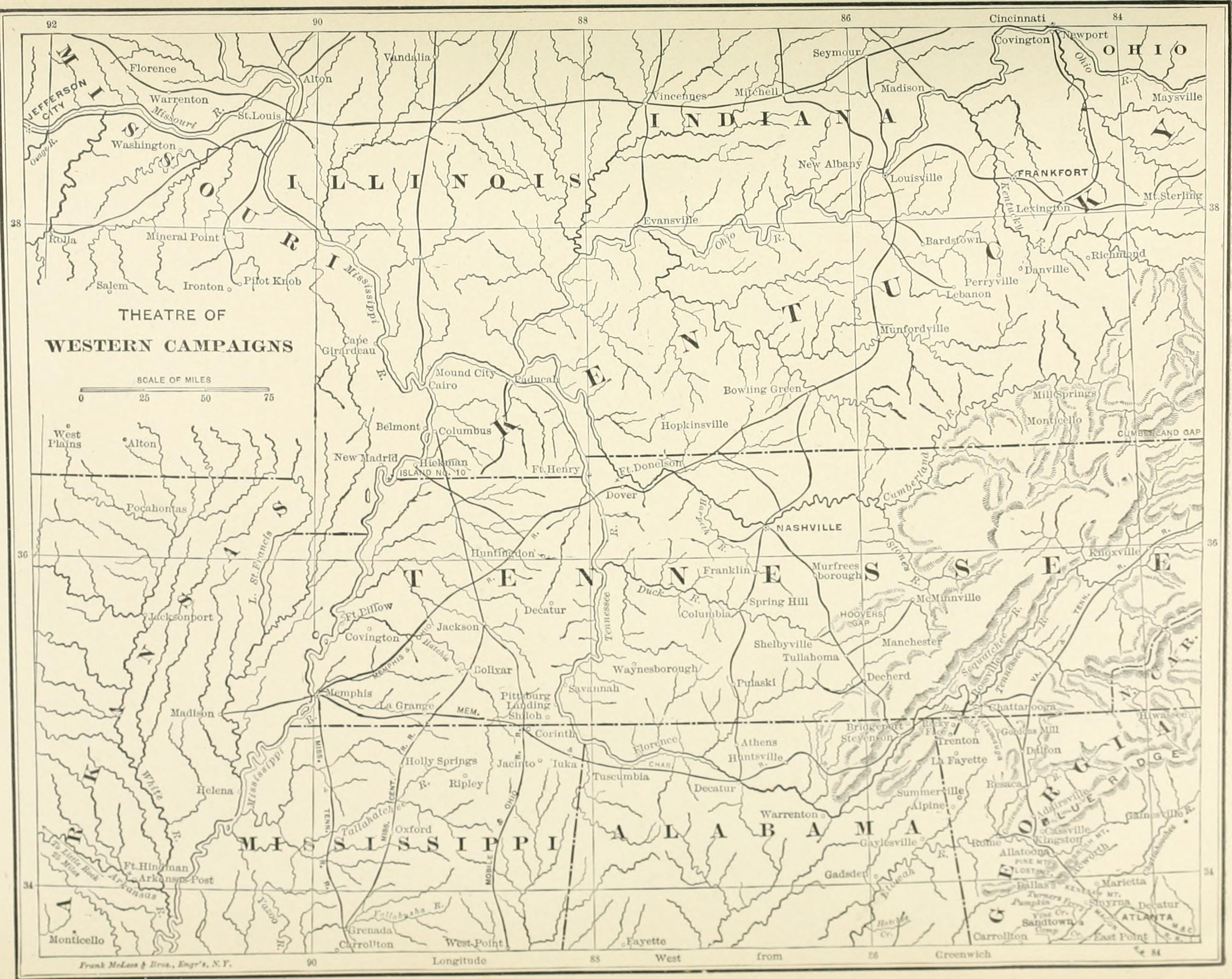
Mapa ocidental do teatro em The Photographic History of the Civil War

O Teatro Ocidental era uma área definida pela geografia e pela sequência da campanha. Representava originalmente a área a leste do rio Mississippi e a oeste das Montanhas Apalaches. Excluí operações contra a Costa do Golfo e a Costa Leste, mas à medida que a guerra avançava e os exércitos da União de William Tecumseh Sherman se deslocaram para sudeste de Chattanooga, no Tennessee em 1864 e 1865, a definição do teatro se expandiu para abranger suas operações na Geórgia e nas Carolinas.

A fronteira da Virgínia era, de longe, o teatro de maior prestígio. ... No entanto, o resultado da guerra foi decidido não ali, mas na vasta expansão que se estendia do oeste, das Montanhas Apalaches até o Mississippi e além. Aqui, no Ocidente, as batalhas verdadeiramente decisivas foram travadas.

Steven E. Woodworth, Jefferson Davis e seus generais
O Ocidente foi por algumas medidas o teatro mais importante da guerra. A captura do rio Mississippi tem sido uma das principais doutrinas do Plano Anaconda do general-em-chefe da União, Winfield Scott. O historiador militar J. F. C. Fuller descreveu a invasão da União como um imenso movimento de viragem, uma roda esquerda que começou no Kentucky, seguindo para o sul pelo rio Mississippi e depois para o leste pelo Tennessee, Geórgia e as Carolinas. Com exceção da Batalha de Chickamauga e de alguns ousados ataques de cavalaria ou guerrilha, os 4 anos de guerra no Ocidente marcaram uma série de derrotas quase contínuas para os Confederados; ou, na melhor das hipóteses, surpresas táticas que acabaram se revelando reversões estratégicas. Os generais da União consistentemente superaram a maioria de seus oponentes Confederados, com exceção do comandante de cavalaria Nathan Bedford Forrest. Sem a proximidade das capitais opostas e dos centros populacionais (e da concentração dos jornais) do Oriente, as impressionantes vitórias Confederadas e a fama dos generais orientais, como Robert E. Lee, George B. McClellan e "Stonewall" Jackson, O Teatro Ocidental recebeu consideravelmente menos atenção do que o Teatro Oriental, tanto na época como nos relatos históricos subsequentes. O progresso quase constante que as forças da União fizeram ao derrotar os Exércitos Confederados no Ocidente e ultrapassar o território dos Confederados passou quase despercebido.
A classificação da campanha estabelecida pelo Serviço Nacional de Parques dos Estados Unidos é mais refinada do que a usada neste artigo. Algumas campanhas menores do Serviço Nacional de Parques foram omitidas e algumas foram combinadas em categorias maiores. Apenas algumas das 117 batalhas classificadas pelo Serviço Nacional de Parques para este teatro são descritas. O texto na caixa na margem direita mostra as campanhas do Serviço Nacional de Parques associadas a cada seção.

## Principais Comandantes do Teatro Ocidental
- Lt. Gen.
Ulysses S. Grant,
USA
- Maj. Gen.
Henry W. Halleck,
USA
- Maj. Gen.
William T. Sherman,
USA
- Maj. Gen.
George H. Thomas,
USA
- Maj. Gen.
Don Carlos Buell,
USA
- Maj. Gen.
William Rosecrans,
USA
- Maj. Gen.
James B. McPherson,
USA

- Gen.
Albert Sidney Johnston,
CSA
- Gen.
P.G.T. Beauregard,
CSA
- Gen.
Joseph E. Johnston,
CSA
- Gen.
Braxton Bragg,
CSA
- Lt. Gen.
John Bell Hood,
CSA
- Lt. Gen.
Nathan Bedford Forrest
CSA
- Maj. Gen.
Edmund Kirby Smith,
CSA

## Operações iniciais (junho de 1861 – janeiro de 1862)

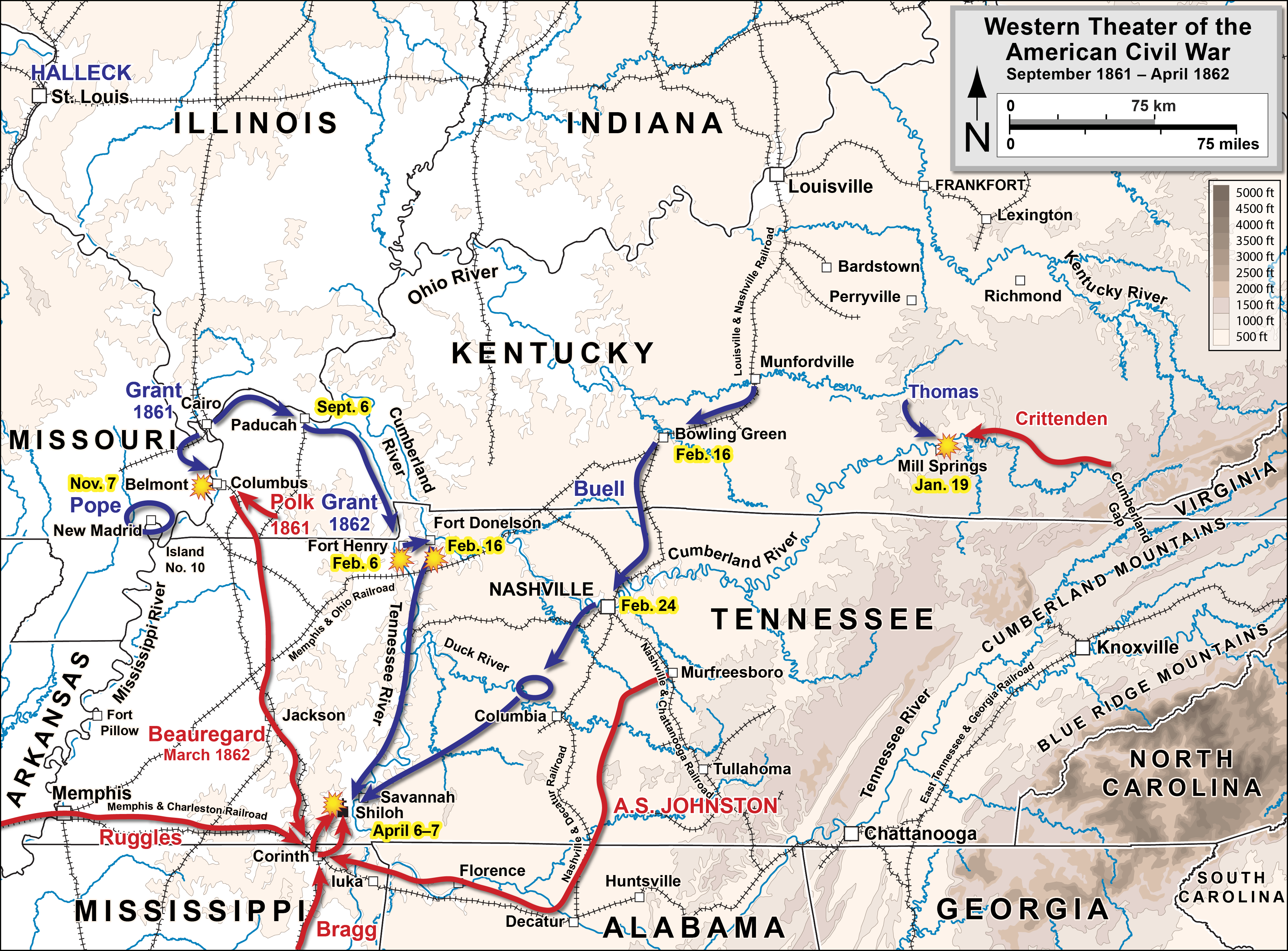
De Belmont (novembro de 1861) para Shiloh (abril de 1862)

O foco no início da guerra foi em dois estados críticos: Missouri e Kentucky. A perda de qualquer dos dois teria sido um golpe incapacitante para a causa da União. Principalmente por causa dos sucessos do capitão Nathaniel Lyon e sua vitória em Boonville em junho, o Missouri foi mantido na União. O estado de Kentucky, com um governador pró-Confederado e uma legislatura pró-União, declarou neutralidade entre os lados opostos. Esta neutralidade foi violada pela primeira vez em 3 de setembro, quando o general Confederado Leonidas Polk ocupou Columbus, considerado fundamental para o controle do Baixo Mississippi. Dois dias depois, general-brigadeiro da União Ulysses S. Grant, exibindo a iniciativa pessoal que caracterizaria sua carreira posterior, capturou Paducah. A partir de então, nenhum adversário respeitou a proclamada neutralidade do Estado; enquanto a maior parte do governo estadual permaneceu leal à União, os elementos pró-Confederados da legislatura organizaram um governo separado em Russellville que foi admitido nos Estados Confederados. Essa sequência de eventos é considerada uma vitória para a União, porque o Kentucky nunca se posicionou formalmente com os Confederados, e se a União tivesse sido impedida de manobrar dentro de Kentucky, suas posteriores campanhas de sucesso no Tennessee teriam sido mais difíceis.
No lado Confederado, o general Albert Sidney Johnston comandou todas as forças do Arkansas no Cumberland Gap. Ele se deparou com o problema de defender uma frente ampla com forças numericamente inferiores, mas ele tinha um excelente sistema de comunicações, permitindo-lhe mover tropas rapidamente onde eram necessárias, e ele tinha dois subordinados capazes, Polk e o major-general William J. Hardee. Johnston também obteve apoio político de Confederados nos condados central e ocidental do Kentucky através de uma nova capital Confederada em Bowling Green, criada pela Convenção de Russellville. O governo alternativo foi reconhecido pelo governo Confederado, que admitiu o Kentucky nos Confederados em dezembro de 1861. Usando os recursos do sistema ferroviário da Ferrovia Mobile & Ohio, Polk conseguiu rapidamente fortificar e equipar a base Confederada em Columbus.
O comando militar da União no Ocidente, no entanto, sofreu com a falta de comando unificado, organizado em novembro em três departamentos separados: o Departamento do Kansas, sob o comando do major-general David Hunter, Departamento do Missouri, sob o comando do major-general Henry W. Halleck e o Departamento de Ohio, sob o comando do general-brigadeiro Don Carlos Buell (que havia substituído o general-brigadeiro William Tecumseh Sherman). Em janeiro de 1862, essa desunião de comando era aparente porque nenhuma estratégia para operações no Teatro Ocidental poderia ser combinado. Buell, sob pressão política para invadir e manter o Leste do Tennessee pró-União, avançou lentamente na direção de Nashville, mas não conseguiu nada mais substancial em direção a sua meta do que pequenas vitórias em Middle Creek (10 de janeiro de 1862) sob o comando do coronel James A. Garfield e Mill Springs (19 de janeiro) sob o general-brigadeiro George Henry Thomas. (Mill Springs foi uma vitória significativa em um sentido estratégico porque rompeu o fim da linha defensiva ocidental dos Confederados e abriu o Cumberland Gap para o leste do Tennessee, mas não levou Buell para Nashville.) No departamento de Halleck, Grant apresentou-se no rio Tennessee atacando o acampamento dos Confederados em Belmont para desviar a atenção do avanço pretendido por Buell, o que não ocorreu. Em 1 de fevereiro de 1862, depois de repetidos pedidos de Grant, Halleck autorizou Grant a se transferir contra Fort Henry, no Tennessee.

## Rios Tennessee, Cumberland e Mississippi (fevereiro – junho de 1862)
Ulysses S. Grant se moveu rapidamente, iniciando suas tropas pelo rio Tennessee em direção a Fort Henry em transportes fluviais em 2 de fevereiro. Suas operações na campanha foram bem coordenadas com o oficial de bandeira da Marinha dos Estados Unidos, Andrew Hull Foote. O forte estava mal situado em uma planície de inundação e praticamente indefensável contra as canhoneiras, com muitas de suas armas submersas. Por causa da neutralidade anterior do Kentucky, os Confederados não podiam construir defesas de rio em um local mais estratégico dentro do estado, então eles se estabeleceram em um local dentro da fronteira do Tennessee. O general-brigadeiro Lloyd Tilghman retirou quase toda a sua guarnição em 5 de fevereiro, movendo-os pelo país a 18 quilômetros de distância, ao leste, até o Fort Donelson. Com uma equipe reduzida manejando os canhões, Tilghman lutou um duelo de artilharia com o esquadrão da União por quase três horas antes de determinar que mais resistência seria inútil. O rio Tennessee foi então aberto para futuras operações da União no Sul.
Fort Donelson, no rio Cumberland, era mais defensável que Fort Henry e os assaltos da marinha ao forte eram ineficazes. O exército de Grant marchou pelo país em busca dos homens de Tilghman e tentou ataques imediatos contra o forte pela retaguarda, mas eles não tiveram sucesso. Em 15 de fevereiro, as forças Confederadas sob o comando do general-brigadeiro John B. Floyd tentou escapar e lançou um ataque surpresa contra o flanco direito da União (comandado pelo general-brigadeiro John Alexander McClernand), levando a divisão de McClernand de volta, mas não criando a abertura de que precisavam para escapar. Grant recuperou-se desta reversão temporária e atacou o flanco direito enfraquecido dos Confederados. Preso no forte e na cidade de Dover, Tennessee, general-brigadeiro confederado Simon Bolivar Buckner entregou seu comando de 11.500 homens e muitos precisaram de armas e suprimentos para a demanda de Grant por "rendição incondicional". As vitórias combinadas em Henry e Donelson foram as primeiras vitórias significativas da União na guerra, e dois grandes rios ficaram disponíveis para invasões no Tennessee.
A defesa avançada de Albert Sidney Johnston foi quebrada. Como Grant previra, a posição de Leonidas Polk em Columbus era insustentável, e ele se retirou logo depois que Donelson cair. Grant também havia cortado a Ferrovia Memphis & Ohio, que anteriormente permitia que as forças Confederadas se movessem lateralmente em apoio umas às outras. General P. G. T. Beauregard havia chegado do leste para se apresentar a Johnston em fevereiro, e comandou todas as forças Confederadas entre os rios Mississippi e Tennessee, o que efetivamente dividiu a unidade de comando para que Johnston controlasse apenas uma pequena força em Murfreesboro, Tennessee. Beauregard planejava concentrar suas forças nas proximidades de Corinth, Mississippi, e preparar-se para uma ofensiva. Johnston mudou sua força para se concentrar com Beauregard no final de março.
Os preparativos para a campanha da União não prosseguiram tranquilamente, e Henry W. Halleck parecia mais preocupado com sua posição em relação ao general-em-chefe George B. McClellan do que com a compreensão de que o Exército Confederado estava dividido e poderia ser derrotado em detalhes. Além disso, ele não poderia concordar com seu colega, Don Carlos Buell, agora em Nashville, em um curso conjunto de ação. Ele enviou Grant para o rio Tennessee enquanto Buell permanecia em Nashville. Em 11 de março, o presidente Abraham Lincoln nomeou Halleck o comandante de todas as forças do rio Missouri para Knoxville, Tennessee, alcançando assim a necessária unidade de comando, e Halleck ordenou que Buell se unisse às forças de Grant em Pittsburg Landing, no rio Tennessee.
Em 6 de abril, as forças Confederadas combinadas sob Beauregard e Johnston surpreenderam o despreparado Exército do Tennessee, de Grant, com um massivo assalto ao amanhecer em Pittsburg Landing, na Batalha de Shiloh. No primeiro dia da batalha, o ataque Confederado levou Grant de volta contra o rio Tennessee, mas não conseguiu derrotá-lo. Johnston foi mortalmente ferido levando uma carga de infantaria naquele dia; Ele foi considerado por Jefferson Davis para ser o general mais eficaz dos Confederados na época. No segundo dia, 7 de abril, Grant recebeu reforços de Buell e lançou um contra-ataque que expulsou os Confederados. Grant não conseguiu perseguir o inimigo em retirada e recebeu enormes críticas por isso e pela grande perda de vidas e feridos (quase 24.000) mais do que todas as batalhas americanas anteriores combinadas.
O controle da União do rio Mississippi começou a apertar. Em 7 de abril, enquanto os Confederados se retiravam de Shiloh, o major-general John Pope derrotou a força isolada de Beauregard na Island Number Ten, abrindo o rio quase tão ao Sul quanto Memphis. Em 18 de maio, o almirante David Farragut capturou Nova Orleães, o porto marítimo mais importante do Sul. O major-general do exército Benjamin Butler ocupou a cidade com um forte governo militar que causou considerável ressentimento entre a população civil.
Embora Beauregard tivesse pouca força concentrada disponível para se opor a um movimento do Sul por parte de Halleck, o general da União mostrou um impulso insuficiente para aproveitar a situação. Ele esperou até montar um grande exército, combinando as forças do Exército de Ohio sob Buell, Exército do Tennessee sob Grant e o Exército do Mississippi de Pope, para se reunir em Pittsburg Landing. Ele se moveu lentamente na direção do entroncamento ferroviário crítico em Corinth, levando quatro semanas para cobrir as 32 quilômetros de Shiloh, parando todas as noites para se entrincheirar. Em 3 de maio, Halleck estava a 16 quilômetros da cidade, mas demorou mais três semanas para avançar 13 quilômetros para Corinth, altura em que Halleck estava pronto para iniciar um bombardeio maciço das defesas Confederadas. Neste momento, Beauregard decidiu não tomar uma posição defensiva cara e retirou-se sem hostilidades durante a noite de 29 de maio.
Grant não comandou diretamente na campanha de Corinth. Halleck havia reorganizado seu exército, dando a Grant a posição impotente de segundo em comando e embaralhando as divisões dos três exércitos em três "alas". Quando Halleck se descolou para o leste para substituir McClellan como general-em-chefe, Grant retomou seu comando de campo, agora chamado de Distrito do Tennessee Ocidental. Mas antes de partir, Halleck dispersou suas forças, enviando Buell para Chattanooga, William Tecumseh Sherman para Memphis, uma divisão para o Arkansas e William Rosecrans para ocupar uma posição de cobertura em torno de Corinth. Parte da razão de Halleck para isso era que Lincoln desejava capturar o leste do Tennessee e proteger os leais da União na região.

## Kentucky, Tennessee e o norte do Mississippi (junho de 1862 – janeiro de 1863)

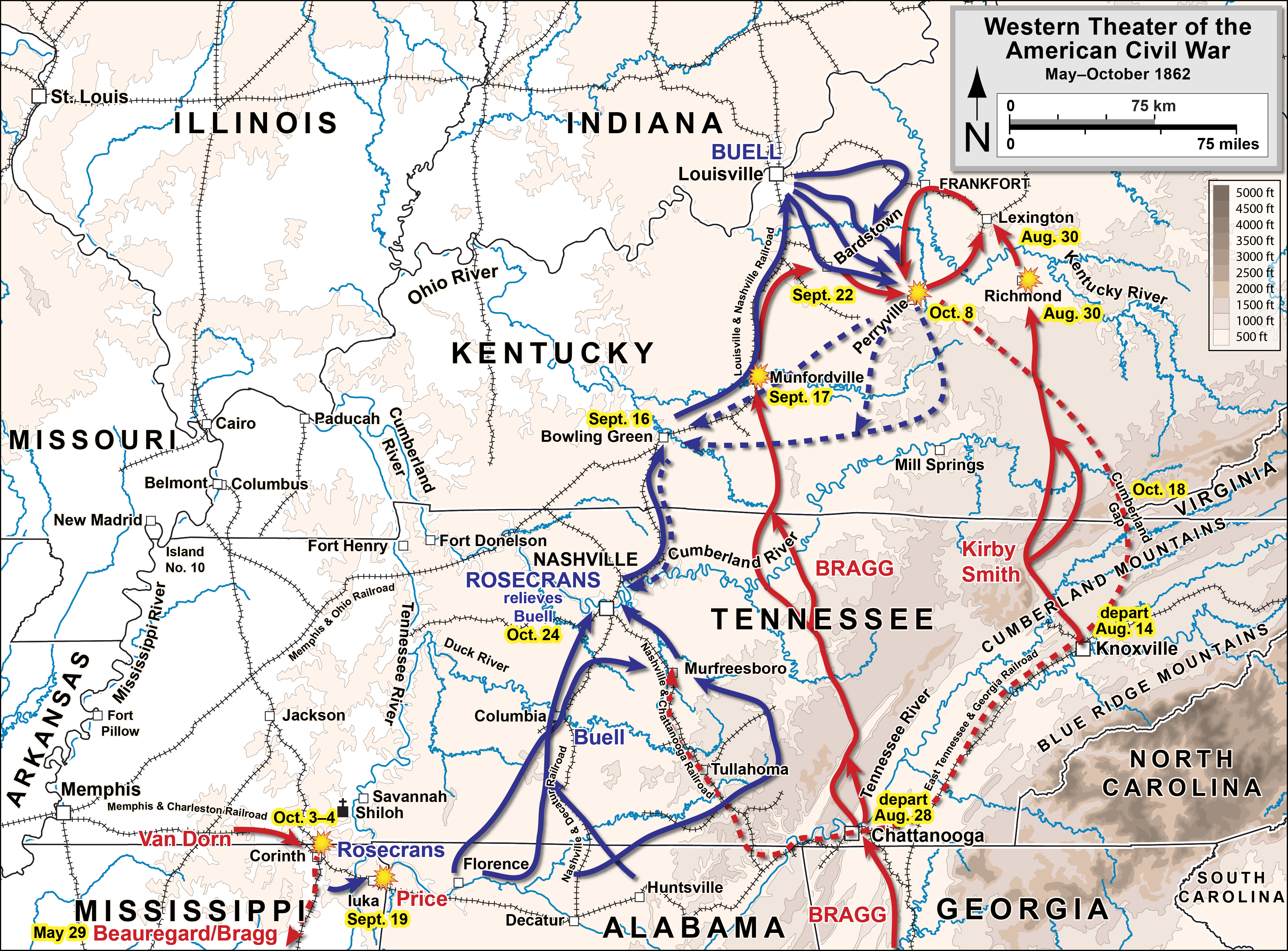
De Corinth (maio de 1862)
Para Perryville (outubro de 1862)

Enquanto Henry W. Halleck conseguiu avançar muito pouco depois de Corinth, o general confederado Braxton Bragg sucedeu P. G. T. Beauregard (em 27 de junho, por razões de saúde) no comando de seus 56.000 soldados do Exército do Tennessee, em Tupelo, Mississippi, ao sul de Corinth. Mas ele determinou que um avanço diretamente ao norte de Tupelo não era prático. Ele deixou o major-general Sterling Price e Earl Van Dorn para distrair Ulysses S. Grant e transferiram 35.000 homens por via ferroviária através de Mobile, Alabama, para Chattanooga. Mesmo que ele não tenha saído de Tupelo até 21 de julho, ele conseguiu chegar a Chattanooga antes que Don Carlos Buell pudesse. O plano geral de Bragg era invadir o Kentucky em uma operação conjunta com o major-general Edmund Kirby Smith, cortar as linhas de comunicação de Buell, derrotá-lo e depois voltar para derrotar Grant.
Kirby Smith deixou Knoxville em 14 de agosto, forçou a União a evacuar Cumberland Gap, derrotou uma pequena força da União na Batalha de Richmond (Kentucky) e chegou a Lexington em 30 de agosto. Bragg partiu de Chattanooga pouco antes de Smith chegar a Lexington, enquanto Buell se mudou para o norte de Nashville para Bowling Green. Mas Bragg agiu rapidamente e, em 14 de setembro, contrapor seu exército nas linhas de suprimentos de Buell, de Louisville. Bragg estava relutante em desenvolver essa situação porque ele estava em desvantagem em relação a Buell; se ele tivesse sido capaz de combinar com Kirby Smith, ele teria sido numericamente igual, mas o comando de Smith era separado, e Smith acreditava que Bragg poderia capturar Louisville sem sua ajuda.
Buell, sob pressão do governo para tomar medidas agressivas, quase foi dispensado do dever (apenas a relutância pessoal de George H. Thomas em assumir o comando de seu superior no início de uma campanha impediu isso). Ao se aproximar de Perryville, Kentucky, ele começou a concentrar seu exército diante das forças Confederadas de lá. Bragg não estava inicialmente presente com seu exército, tendo decidido comparecer à cerimônia de posse de um governador Confederado do Kentucky em Frankfort. Em 8 de outubro, começou o combate em Perryville pela posse de fontes de água e, à medida que os combates se intensificaram, o Exército do Mississippi de Bragg obteve algum sucesso tático em um ataque contra um único corpo do Exército de Ohio sob Buell. Naquela noite, Bragg percebeu que estava enfrentando o exército inteiro de Buell e ordenou uma retirada para Harrodsburg, onde ele se juntou ao Exército do Kentucky sob Kirby Smith em 10 de outubro. Apesar de ter uma força combinada forte, Bragg não fez nenhuma tentativa de recuperar a iniciativa. Buell foi igualmente passivo. Bragg recuou pela Cumberland Gap e retornou a Murfreesboro por Chattanooga.
Enquanto Buell estava enfrentando a ameaça de Bragg no Kentucky, as operações dos Confederados no norte do Mississippi tinham como objetivo impedir o reforço de Buell por Grant, que estava se preparando para sua próxima Campanha de Vicksburg. Halleck partiu para Washington, D.C. e Grant ficou sem interferências como comandante do Distrito do Tennessee Ocidental. Em 14 de setembro, o major-general Sterling Price transferiu seu Exército Confederado do Oeste para Iuka, 32 quilômetros a leste de Corinth. Ele pretendia vincular-se ao Exército Ocidental do Tennessee do major-general Earl Van Dorn, e operar contra Grant. Mas Grant enviou forças sob o comando do major-general William S. Rosecrans e Edward Ord atacaram a força de Price em Iuka. Rosecrans obteve uma pequena vitória na Batalha de Iuka (19 de setembro), mas a fraca coordenação de forças e uma sombra acústica permitiram que Price escapasse do pretenso duplo envolvimento da União.
Price e Van Dorn decidiram unir suas forças e atacar a concentração das tropas da União em Corinth e depois avançar para o oeste ou Tennessee Central. Na Segunda Batalha de Corinth (3 e 4 de outubro), eles atacaram as tropas fortificadas da União, mas foram repelidos com graves perdas. Recuando para o noroeste, eles escaparam da perseguição do exausto exército de Rosecrans, mas seus objetivos de ameaçar o Tennessee Central e apoiar Bragg foram frustrados.
Em 24 de outubro, o governo da União substituiu Buell por Rosecrans, que renomeou sua força para o Exército de Cumberland. Após um período de reabastecimento e treinamento de seu exército em Nashville, Rosecrans se deslocou contra Bragg em Murfreesboro logo após o Natal. Na Batalha de Stones River, Bragg surpreendeu Rosecrans com um poderoso ataque em 31 de dezembro, empurrando as forças da União de volta para um pequeno perímetro contra Stones River. Mas em 2 de janeiro de 1863, novas tentativas de atacar Rosecrans foram derrotadas decisivamente e Bragg retirou seu exército para o sudeste, para Tullahoma. Em proporção ao tamanho dos exércitos, as baixas no Stones River (cerca de 12.000 de cada lado) tornaram a batalha mais sangrenta da guerra. No final da campanha, a ameaça de Bragg contra o Kentucky havia sido derrotada, e ele efetivamente rendeu o controle do Tennessee Central.

## Campanha de Vicksburg (dezembro de 1862 – julho de 1863)

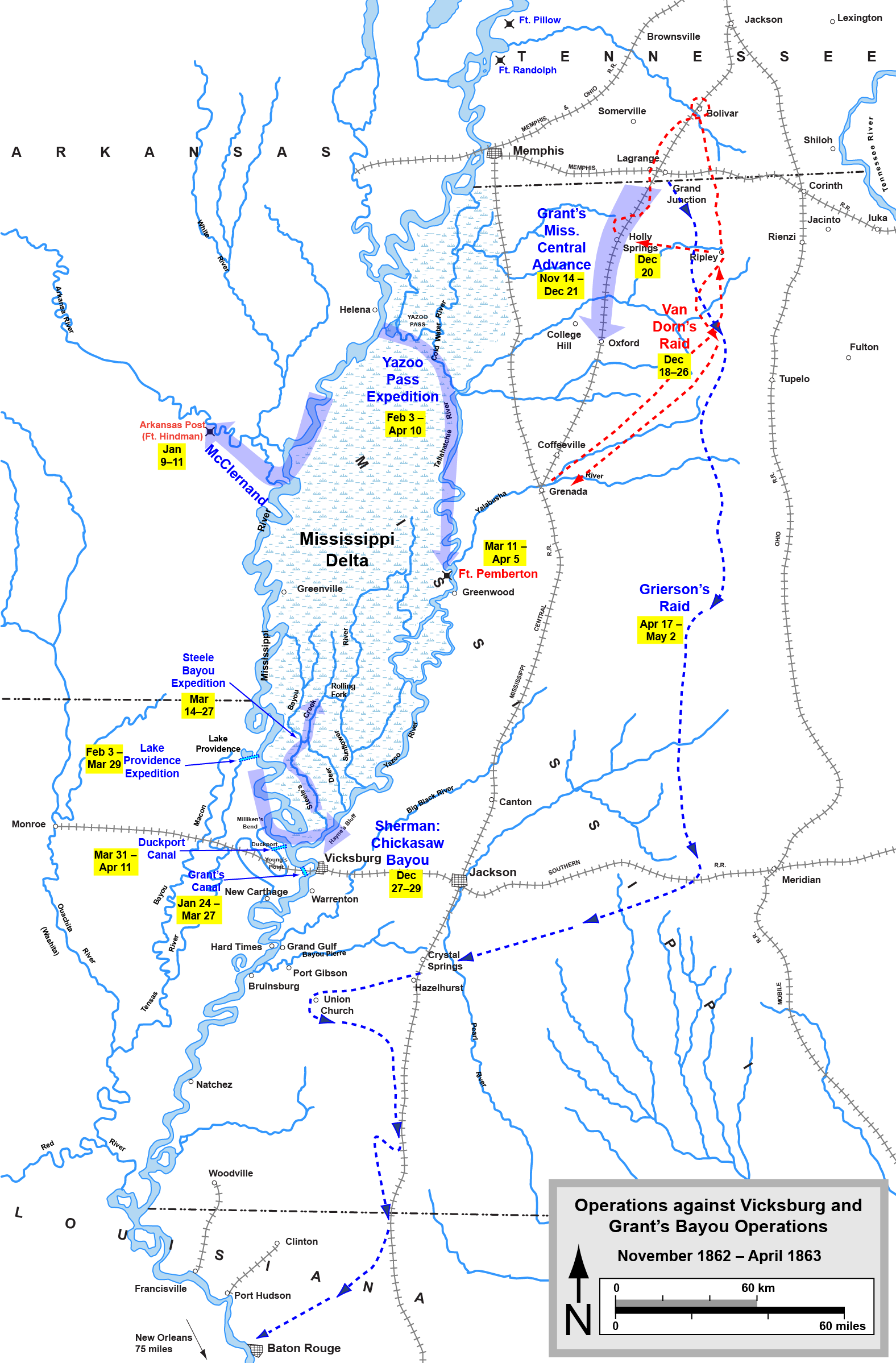
Operações contra as operações de Bayou de Vicksburg e Grant

Abraham Lincoln acreditava que a cidade-fortaleza fluvial de Vicksburg, Mississippi, era a chave para vencer a guerra. Vicksburg e Port Hudson foram os últimos redutos remanescentes que impediram o controle total da União sobre o rio Mississippi. Situado em altos penhascos com vista para uma curva acentuada no rio e chamado de "Gibraltar do Mississippi", Vicksburg foi quase invulnerável ao assalto naval. O almirante David Farragut descobrira isso diretamente em suas operações fracassadas de maio de 1862.
O plano geral para capturar Vicksburg foi para Ulysses S. Grant se deslocar para o sul de Memphis e do major-general Nathaniel P. Banks se deslocar para o norte de Baton Rouge. O avanço de Banks demorou a se desenvolver e se atrapalhou em Port Hudson, oferecendo pouca ajuda a Grant.

### Primeira campanha
A primeira campanha de Grant foi um movimento em duas frentes. William T. Sherman navegou pelo rio Mississippi com 32.000 homens, enquanto Ulysses S. Grant deveria se deslocar em paralelo através do Mississippi por via férrea com 40.000 homens. Grant avançou 130 quilômetros, mas suas linhas de suprimento foram cortadas pela cavalaria Confederada sob o comando de Earl Van Dorn em Holly Springs, forçando-o a recuar. Sherman alcançou pelo rio Yazoo ao norte da cidade de Vicksburg, Mississippi, mas sem o apoio da metade da tropa de Grant na missão, ele foi repelido por assaltos sangrentos contra Chickasaw Bayou no final de dezembro.
Considerações políticas então se intrometeram. O político de Illinois o major-general John A. McClernand obtiveram a permissão de Abraham Lincoln para recrutar um exército no sul de Illinois e comandá-lo em uma expedição de origem fluvial que visava Vicksburg. Conseguiu que o corpo de Sherman fosse designado para ele, mas partiu de Memphis antes que McClernand pudesse chegar. Quando Sherman retornou do rio Yazoo, McClernand assumiu o controle. Ele desviou inexplicavelmente de seu objetivo principal capturando Arkansas Post no rio Arkansas, mas antes que pudesse retomar para seu principal avanço, Grant havia reafirmado o controle, e McClernand se tornou comandante do corpo de exército de Grant. Durante o resto do inverno, Grant tentou cinco projetos separados para chegar à cidade, passando por ou reengenharia, rios, canais e cavernas ao norte de Vicksburg. Todos os cinco foram mal sucedidos; Grant explicou depois que ele esperava esses contratempos e estava simplesmente tentando manter seu exército ocupado e motivado, mas muitos historiadores acreditam que ele realmente esperava que alguns tivessem sucesso e que eles fossem ambiciosos demais.

### Segunda campanha

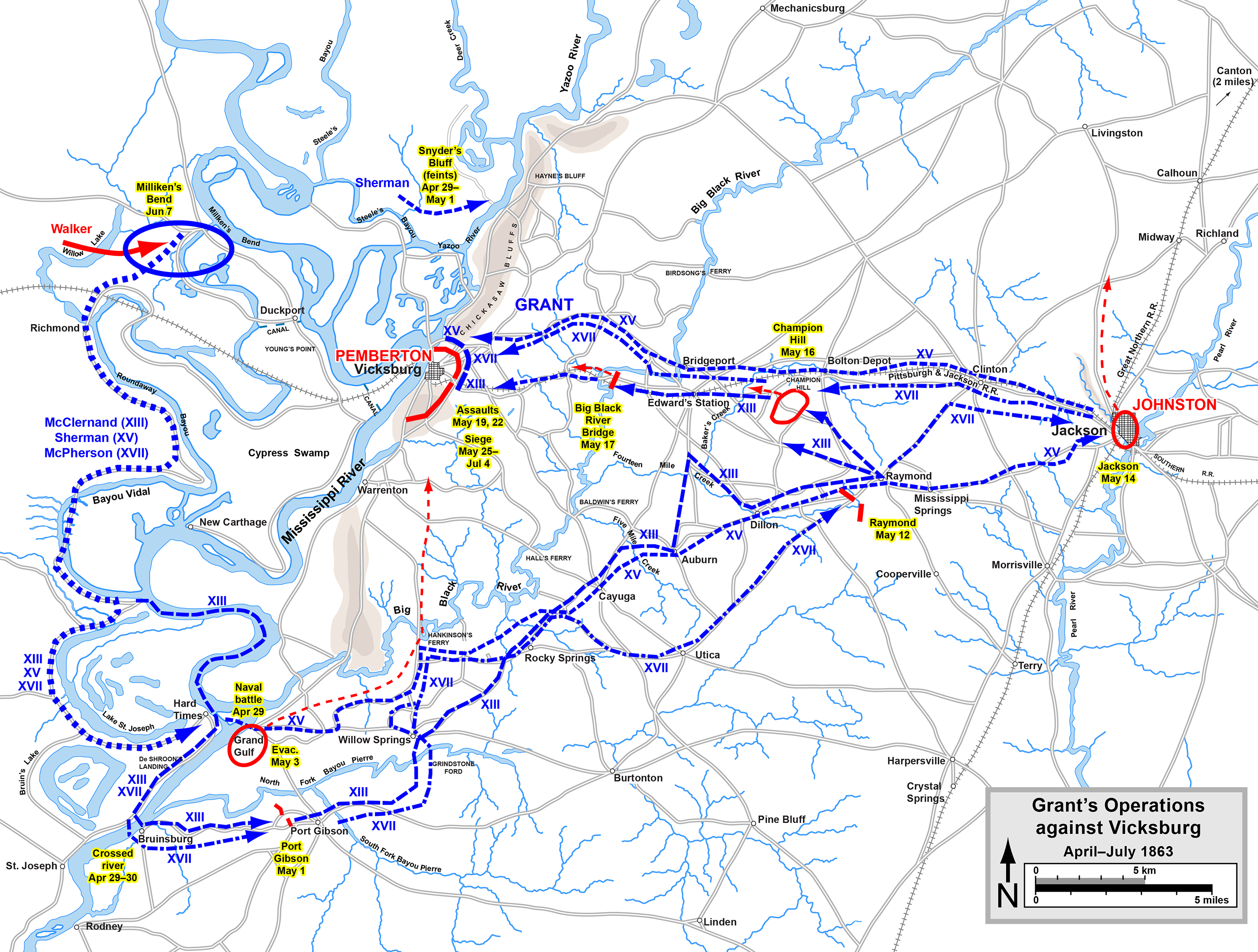
Operações de Ulysses S. Grant contra Vicksburg.

A segunda campanha, iniciada na primavera de 1863, teve sucesso e é considerada a maior conquista de Ulysses S. Grant da guerra (e é uma campanha clássica da história militar). Ele sabia que não poderia atacar através do rio Mississippi do noroeste por causa da vulnerabilidade de sua linha de suprimentos; abordagens através do rio falharam repetidamente. Assim, depois que o movimento se tornou possível em estradas de terra que finalmente estavam secando, devido as chuvas de inverno, Grant transferiu a maior parte de seu exército para a margem ocidental do rio Mississippi. Em 16 de abril, as canhoneiras e os transportes de tropas da Marinha dos Estados Unidos conseguiram, com grande risco, passar pelos canhões defensivos de Vicksburg e transportar o exército de Grant para o outro lado do rio, para aterrissar ao sul de Vicksburg, em Bruinsburg. Grant empregou dois desvios estratégicos para mascarar suas intenções: uma finta de Sherman ao norte de Vicksburg e uma cavalaria audaciosa pelo centro do Mississippi pelo coronel Benjamin Grierson, conhecido como Incursão de Grierson. O primeiro foi inconclusivo, mas o segundo foi um sucesso. Grierson conseguiu retirar forças significativas dos Confederados, dispersando-os pelo estado.
Grant enfrentou dois Exércitos Confederados em sua campanha: a guarnição de Vicksburg, comandada pelo major-general John C. Pemberton, e forças em Jackson, comandadas pelo general Joseph E. Johnston, o comandante geral do teatro de operações. Em vez de simplesmente seguir diretamente para o norte até a cidade, Grant optou por cortar a linha de comunicações (e reforço) entre os dois Exércitos Confederados. Seu exército se dirigiu rapidamente para o nordeste em direção a Jackson. Enquanto isso, Grant trouxe consigo uma linha de suprimentos limitada. A história convencional da campanha indica que ele se libertou de todos os seus suprimentos, desconcertando Pemberton, que tentou interditar suas linhas inexistentes em Raymond em 12 de maio. Na realidade, Grant dependia da economia local para lhe fornecer apenas alimentos para homens e animais, mas havia um fluxo constante de vagões carregando munição, café, biscoito, sal e outros suprimentos para seu exército.
O corpo de Sherman capturou Jackson em 14 de maio. O exército inteiro virou-se para o oeste para confrontar Pemberton na frente de Vicksburg. A batalha decisiva foi em Champion Hill, a última luta válida por Pemberton, antes de ele se envolver em seus entrincheirados pela cidade. O exército de Grant atacou as obras dos Confederados duas vezes a grande custo no início do cerco de Vicksburg, mas depois se instalou para um longo cerco.
Os soldados e civis em Vicksburg sofreram muito com o bombardeio da União e a iminente fome. Eles se agarravam à esperança de que o general Johnston chegasse com reforços, mas Johnston foi cortado e cauteloso demais. Em 4 de julho, Pemberton entregou seu exército e a cidade a Grant. Em conjunto com a derrota de Robert E. Lee na Batalha de Gettysburg no dia anterior, Vicksburg é amplamente considerado um dos pontos de viragem da guerra. Em 8 de julho, depois que Banks capturou Port Hudson, todo o rio Mississippi estava em mãos da União e os Confederados foram divididos em dois.

## Tullahoma, Chickamauga e Chattanooga (junho – dezembro de 1863)

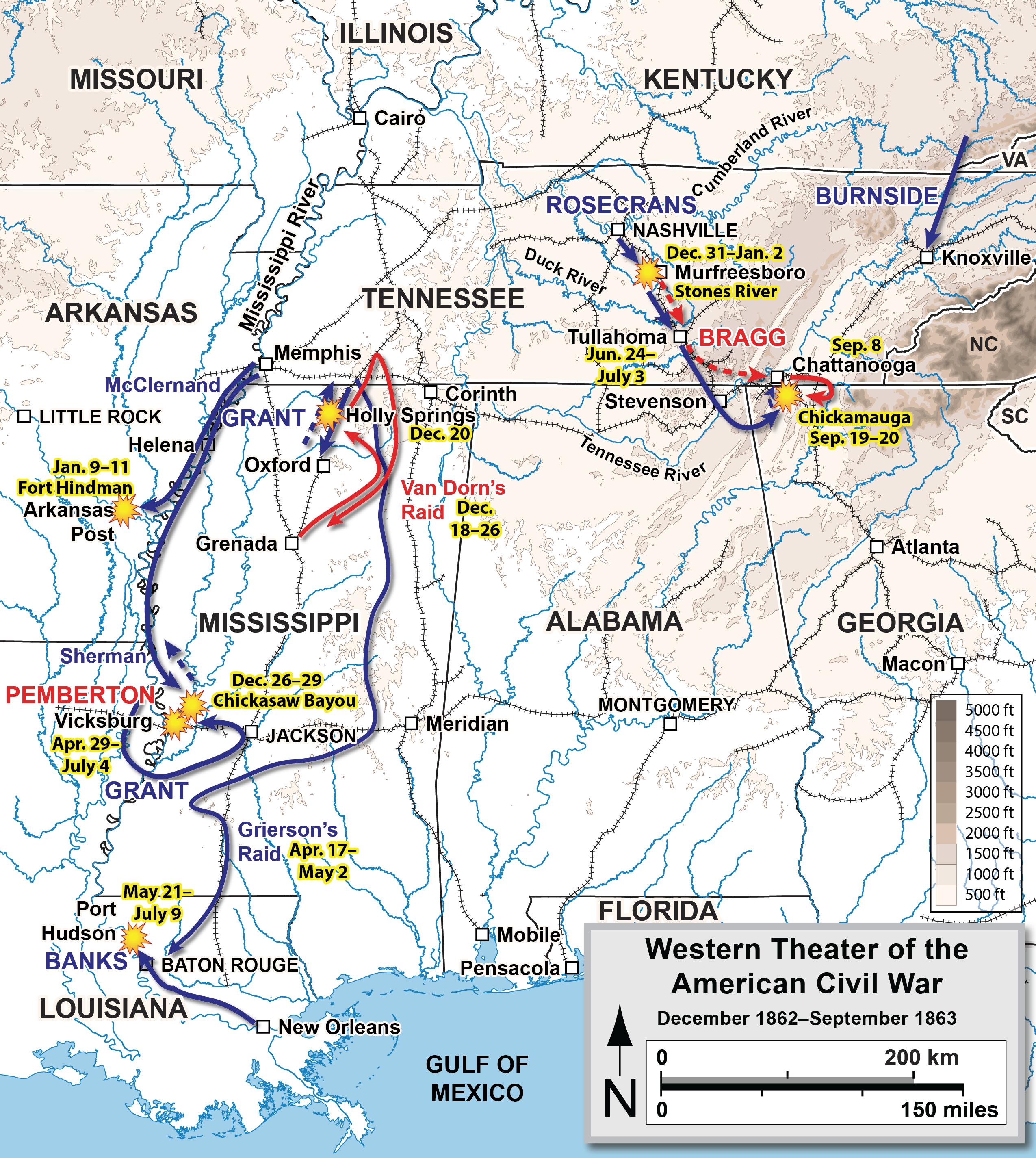
De Vicksburg (dezembro de 1862 – julho de 1863) para Chickamauga (setembro de 1863)

Após sua vitória em Stones River, William S. Rosecrans ocupou Murfreesboro por quase seis meses, enquanto Braxton Bragg descansou em Tullahoma, estabelecendo uma longa linha defensiva que pretendia bloquear os avanços da União contra a estratégica cidade de Chattanooga em sua retaguarda. Em abril, a cavalaria da União sob o comando do coronel Abel Streight se deslocou contra a ferrovia que abastecia o exército de Bragg, no centro do Tennessee, na esperança de que ele se retirasse para a Geórgia. A brigada de Streight invadiu o Mississippi e Alabama, lutando contra Nathan Bedford Forrest. A Incursão de Streight terminou quando seus homens exaustos se renderam perto de Rome, Geórgia, em 3 de maio. Em junho, Rosecrans finalmente avançou contra Bragg em uma campanha de manobra brilhante, quase sem derramamento de sangue, a Campanha de Tullahoma, e expulsou Bragg do Tennessee Central.
Durante este período, general-brigadeiro John Hunt Morgan e seus 2.460 cavaleiros Confederados viajaram para o oeste de Sparta no Tennessee Central em 11 de junho, com a intenção de desviar a atenção do Exército de Ohio, de Ambrose Burnside, que se deslocava para Knoxville, das forças do sul do estado. No início da Campanha de Tullahoma, Morgan se deslocou para o norte. Durante 46 dias, enquanto cavalgavam mais de 1.600 km, os cavaleiros de Morgan aterrorizavam uma região do Tennessee ao norte de Ohio, destruindo pontes, ferrovias e reservas do governo antes de serem capturados; em novembro eles fizeram uma ousada fuga da Penitenciária de Ohio, em Columbus, Ohio, e voltaram para o Sul.

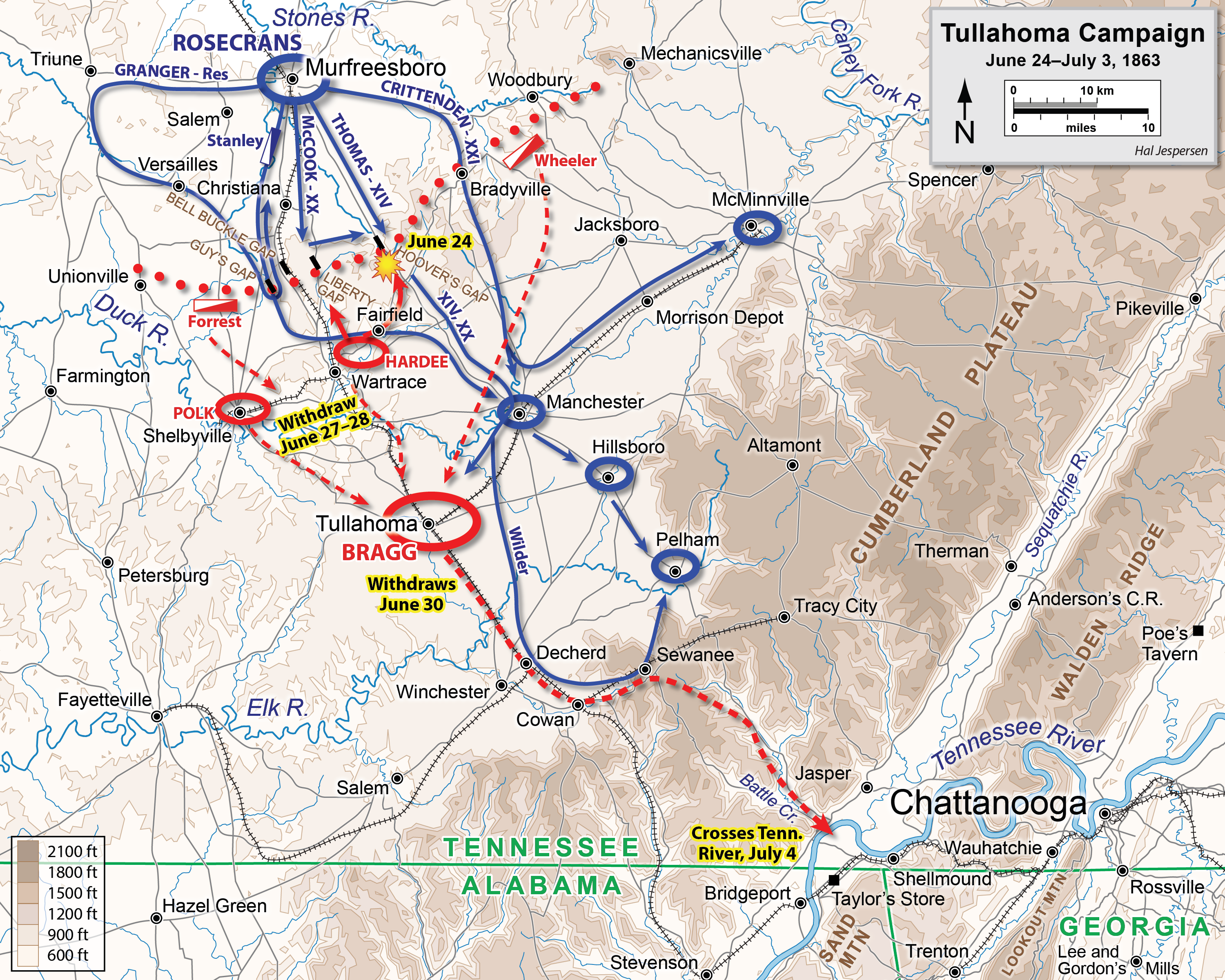
Campanha de Tullahoma

Depois de demorar várias semanas em Tullahoma, Rosecrans planejou expulsar Bragg de Chattanooga, atravessando o rio Tennessee, em direção ao sul, e interditando as linhas de suprimento dos Confederados da Geórgia. Ele começou as operações em 18 de agosto bombardeando por duas semanas a cidade de Chattanooga como um desvio. O alto comando dos Confederados reforçou Bragg com uma divisão do Mississippi, bem como um corpo previamente do Exército da Virgínia do Norte, comandado por James Longstreet. Rosecrans perseguiu Bragg nas montanhas escarpadas do noroeste da Geórgia, apenas para descobrir que uma armadilha havia sido montada. Bragg iniciou a Batalha de Chickamauga (19–20 setembro de 1863) quando ele lançou um ataque de três divisões contra o exército de Rosecrans. Um mal-entendido de comando permitiu que uma lacuna importante aparecesse na linha da União à medida que reforços chegassem, e Longstreet conseguiu levar seu corpo a essa lacuna e fazer o Exército da União entrar em recuo. Se não fosse a defensiva por uma parte da linha liderada pelo XIV Corpo da União, comandada pelo major-general George H. Thomas ("The Rock of Chickamauga"), o Exército da União teria sido completamente derrotado. Rosecrans, devastado por sua derrota, retirou seu exército para Chattanooga, onde Bragg o sitiou, ocupando o terreno mais alto que dominava a cidade.
De volta a Vicksburg, Ulysses S. Grant estava descansando seu exército e planejando uma campanha que capturasse Mobile e fosse para o leste. Mas quando as notícias dos terríveis apuros no Exército de Cumberland sob Rosecrans chegaram a Washington, D.C., Grant recebeu ordens para resgatá-los. Em 17 de outubro, ele recebeu o comando da Divisão Militar do Mississippi, controlando todos os exércitos do Teatro Ocidental. Ele substituiu Rosecrans por Thomas e viajou para Chattanooga, onde aprovou um plano para abrir uma nova linha de suprimentos (a "Linha Cracker"), permitindo que suprimentos e reforços chegassem à cidade. Em pouco tempo, as tropas se juntaram a outras 40.000 pessoas, do Exército do Tennessee, sob William T. Sherman, e do Exército do Potomac, sob o comando de Joseph Hooker. Enquanto o Exército da União se expandia, o Exército Confederado contraiu-se; Bragg despachou o corpo de Longstreet para Knoxville para impedir um avanço de Burnside.

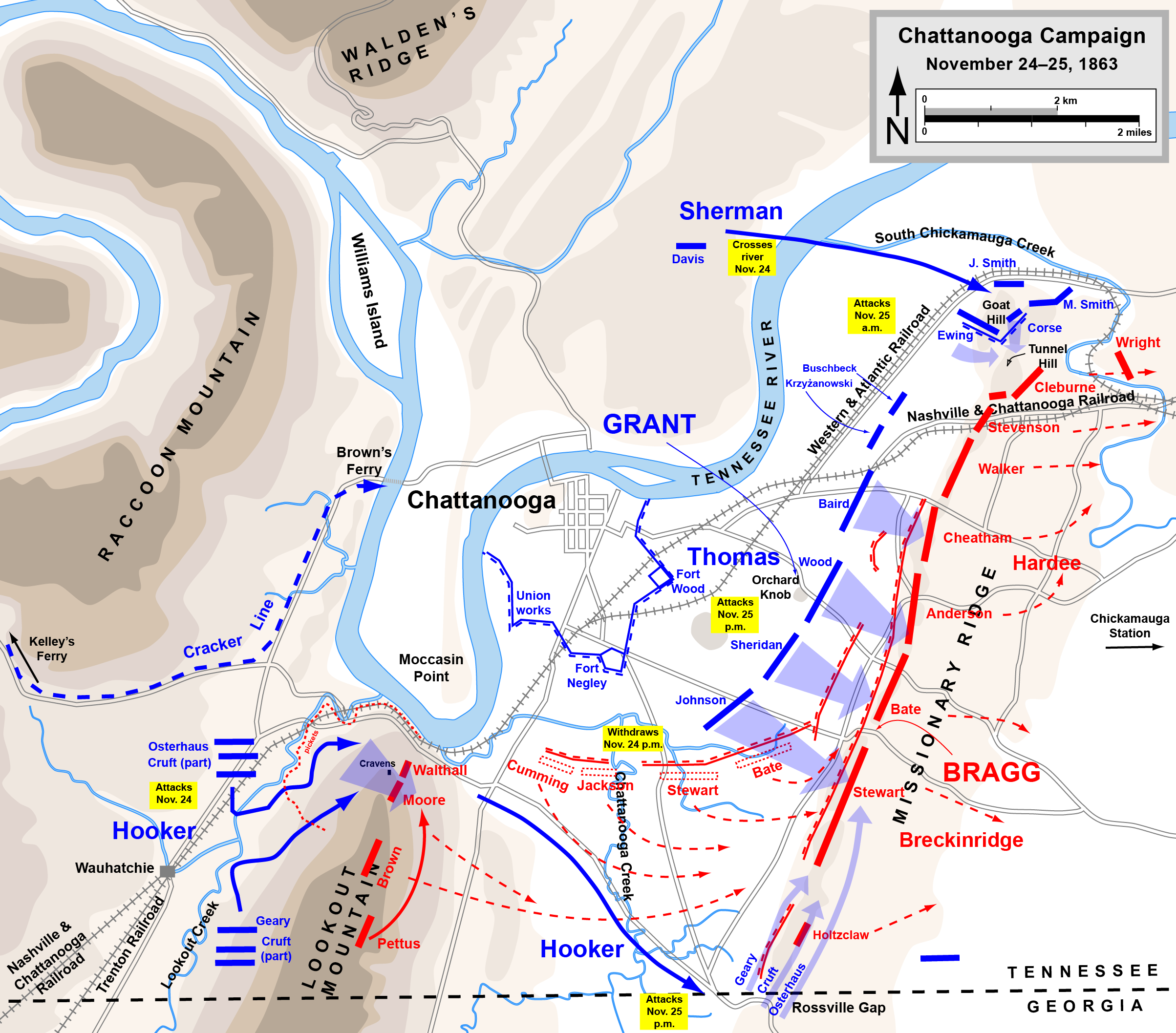
Batalha de Lookout Mountain e Missionary Ridge, Campanha de Chattanooga.

As Batalhas de Chattanooga começaram a sério em 24 de novembro de 1863, quando Hooker tomou a Lookout Mountain, que é um dos dois picos dominantes da cidade. No dia seguinte, Grant planejou um duplo envolvimento na posição de Bragg na outra montanha, Missionary Ridge. Sherman deveria atacar do norte, Hooker do sul, e Thomas deveria manter o centro. Mas o ataque de Sherman se atolou em confusão, e Grant ordenou que Thomas lançasse um pequeno ataque como uma distração para aliviar a pressão sobre Sherman. As tropas de Thomas, entusiasmadas e ansiosas por se redimir após a humilhação em Chickamauga, continuaram o ataque inicial, atacando o cume imponente, quebrando a linha dos Confederados e fazendo com que se retirassem. Chattanooga foi salvo. Combinado com o fracasso da Campanha de Knoxville de Longstreet contra Burnside, o leste do Tennessee, politicamente sensível, estava livre do controle dos Confederados. Uma invasão apontava diretamente para Atlanta e o coração dos Confederados. Bragg, cuja amizade pessoal com o presidente confederado Jefferson Davis salvou seu comando depois de suas derrotas em Perryville e Stones River, foi finalmente destituído do dever e substituído pelo general Joseph E. Johnston.

## Campanha de Atlanta (maio – setembro de 1864)

Mapa da Campanha de Atlanta

Em março de 1864, Ulysses S. Grant foi promovido a tenente-general e foi para o leste assumir o comando de todos os Exércitos da União. William T. Sherman o sucedeu no comando da Divisão Militar do Mississippi. Grant planejou uma estratégia para avanços simultâneos em todo o território dos Confederados. Pretendia-se destruir ou consertar o exército de Robert E. Lee na Virgínia com três grandes investidas (sob George Meade, Benjamin Butler e Franz Sigel) lançadas na direção de Richmond e no Vale do Shenandoah; capturou Mobile com um exército sob Nathaniel Banks; e destruir o exército de Joseph E. Johnston enquanto dirige em direção a Atlanta. A maioria das iniciativas fracassou: Butler ficou atolado na Campanha de Bermuda Hundred; Sigel foi rapidamente derrotado no vale; Banks ficou ocupado na malfadada Campanha de Red River; Meade e Grant experimentaram muitos contratempos e muito derramamento de sangue na Campanha de Overland antes de finalmente estabelecer o Cerco de Petersburg. A Campanha de Atlanta sob Sherman foi mais bem sucedida.
No início da campanha, a Divisão Militar do Mississippi sob Sherman consistia em três exércitos: O Exército do Tennessee, sob James B. McPherson (o antigo exército de Sherman sob o comando de Grant), Exército de Ohio, sob John Schofield, e o Exército de Cumberland, sob George Henry Thomas. Opondo-se a ele estava o Exército Confederado do Tennessee, comandado por Joseph E. Johnston. Sherman superou Johnston em 98.000 contra 50.000, mas suas fileiras foram esgotadas por muitos soldados em licença, e Johnston recebeu 15.000 reforços do Alabama em abril.
A campanha começou com várias batalhas em maio e junho de 1864, quando Sherman pressionou Johnston a sudeste por um terreno montanhoso. Sherman evitou ataques frontais contra a maioria das posições de Johnston, em vez disso manobrou em marchas de flanco ao redor das defesas Confederadas. Quando Sherman flanqueava as linhas defensivas (quase exclusivamente em torno do flanco esquerdo de Johnston), Johnston recuava para outra posição preparada. A Batalha de Kennesaw Mountain (27 de junho) foi uma exceção notável, na qual Sherman tentou um ataque frontal, contra o conselho de seus subordinados, e sofreu perdas significativas, perdendo 3.000 homens contra 1.000 de Johnston. Ambos os exércitos se aproveitaram das ferrovias como linhas de suprimento, com Johnston encurtando suas linhas de suprimentos enquanto se aproximava de Atlanta, e Sherman aumentando o seu estoque suprimentos. No entanto, Jefferson Davis estava ficando frustrado com Johnston, que ele via perdendo território desnecessariamente e se recusando a contra-atacar ou mesmo discutir seus planos com Davis.
Pouco antes da Batalha de Peachtree Creek (20 de julho) nos arredores de Atlanta, Davis perdeu a paciência com a estratégia de Johnston e, temendo que Johnston desistisse de Atlanta sem uma batalha, substituiu-o pelo mais agressivo tenente-general John Bell Hood. Nas seis semanas seguintes, Hood tentou repetidamente atacar uma parte da força de Sherman que parecia isolada do corpo principal; cada ataque falhou, muitas vezes com pesadas baixas para o Exército Confederado. Sherman eventualmente cortou as linhas de suprimento de Hood no sul. Sabendo que ele estava preso, Hood evacuou Atlanta na noite de 1 de setembro, queimando suprimentos militares e instalações, causando uma grande conflagração na cidade.
Coincidente com o triunfo de Sherman em Atlanta, o almirante David Farragut venceu a decisiva Batalha da Baía de Mobile em 24 de agosto. Farragut forçou a rendição da frota Confederada que defendia a cidade, capturando o almirante Franklin Buchanan. A cidade em si, há muito tempo é um alvo desejado de Grant, permaneceria nas mãos dos Confederados até 1865, mas o último porto a leste do Mississippi, na costa do Golfo, foi fechado, reforçando ainda mais o Bloqueio da União. A captura de Atlanta e a Baía de Mobile juntos impulsionaram o moral do norte e deram uma enorme contribuição à reeleição de Abraham Lincoln.

## Campanha de Franklin-Nashville (setembro – dezembro de 1864)

Campanha de Franklin-Nashville

Enquanto William T. Sherman descansava seu exército em preparação para operações ofensivas a leste, John Bell Hood empreendeu uma campanha para derrotar Sherman, interferindo em suas linhas de comunicação de Chattanooga. Ele se deslocou para o oeste através do Alabama e virou para o norte em direção ao Tennessee, esperando que Sherman o seguisse e lutasse. Isso foi parcialmente eficaz porque seus movimentos e as invasões de Nathan Bedford Forrest estavam causando considerável consternação a Sherman. No entanto, o general da União não se envolveu plenamente. Ele enviou o major-general George H. Thomas com partes do Exército de Cumberland e a maior parte do corpo de cavalaria para Nashville para coordenar uma defesa contra Hood, enquanto levava o restante de seu exército na direção de Savannah, na Geórgia.
As forças de Thomas foram divididas: metade estava com ele em Nashville e a outra metade com John Schofield, se deslocando em perseguição a Atlanta, com outras tropas que deveriam chegar da Campanha de Red River. Hood esperava derrotar Schofield antes que ele pudesse unir forças com Thomas e antes que os reforços da Luisiana chegassem. Ele teve a chance na Batalha de Spring Hill no Tennessee (29 de novembro de 1864), mas as tropas da União foram capazes de escapar pela armadilha, devido ao fracasso dos Confederados em cortar a rodovia Colúmbia-para-Franklin na parte de trás da União. Na Batalha de Franklin no dia seguinte, Hood lançou repetidos ataques frontais maciços contra fortes entrincheiramentos e sofreu baixas severas. David J. Eicher escreveu que Hood feriu mortalmente seu exército em Franklin, mas o matou na Batalha de Nashville (15 – 16 de dezembro). Em Nashville, de frente para a força combinada de Schofield e Thomas, ele se deslocou alguns quilômetros ao sul da cidade e esperou, esperando que Thomas destruísse seu exército nas fortificações dos Confederados. Depois de um período de preparação de duas semanas no inverno, durante o qual ele recebeu grande pressão de Ulysses S. Grant e do governo da União para atacar, Thomas desencadeou um ataque esmagador que mandou Hood e seus sobreviventes em retirada para Franklin e depois para o Mississippi, para nunca mais se recuperar uma força de combate. Por seu próprio pedido, Hood foi dispensado do comando do Exército do Tennessee e o tenente-general Richard Taylor foi nomeado comandante temporário do exército.

## Marcha ao Mar de Sherman (novembro – dezembro de 1864)

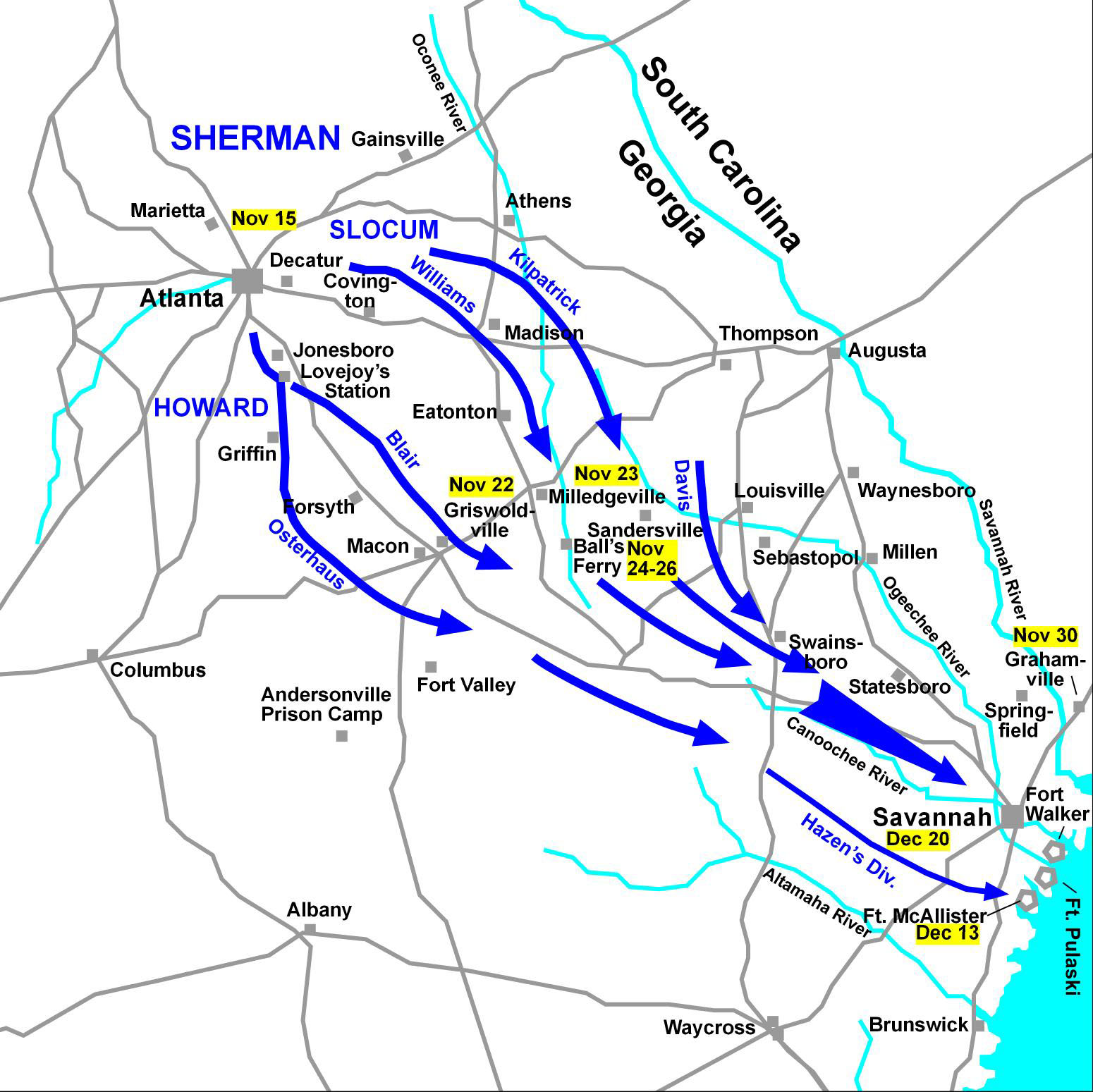
Marcha ao Mar de Sherman

Campanha de Savannah de William T. Sherman é mais popularmente conhecido como a Marcha ao Mar. Ele e Ulysses S. Grant acreditavam que a Guerra Civil Americana só terminaria se a capacidade estratégica, econômica e psicológica de guerra dos Confederados fosse decisivamente quebrada. Sherman, portanto, aplicou os princípios da terra queimada, ordenando que suas tropas queimassem plantações, matassem o gado, consumissem suprimentos e destruíssem a infraestrutura civil ao longo de seu caminho. Esta política é um dos princípios fundamentais de uma estratégia de guerra total.
O exército de Sherman deixou Atlanta em 15 de novembro de 1864 e foi conduzido em duas colunas separadas por cerca de 97 quilômetros (a direita sob o comando do major-general Oliver Otis Howard e a esquerda sob o comando do major-general Henry Warner Slocum. entre essas colunas, a destruição foi significativa e gerou ódio por gerações. A maior parte da resistência aos exércitos de Sherman era da milícia e guardas domésticos da Geórgia, embora a corporação de cavalaria de Joseph Wheeler do Exército do Tennessee e algumas tropas do Departamento da Carolina do Sul, Geórgia e Flórida também estivessem presentes, mas dispersas. Em Savannah, em 17 de dezembro, Sherman encontrou cerca de 10.000 soldados de defesa sob o comando do major-general William J. Hardee. Depois de longos bombardeios de artilharia, Hardee abandonou a cidade e Sherman entrou em 22 de dezembro de 1864. Ele telegrafou ao presidente Abraham Lincoln: "Eu imploro para lhe apresentar como presente de Natal a Cidade de Savannah ..."

## Campanha das Carolinas e a rendição de Johnston (fevereiro – abril de 1865)

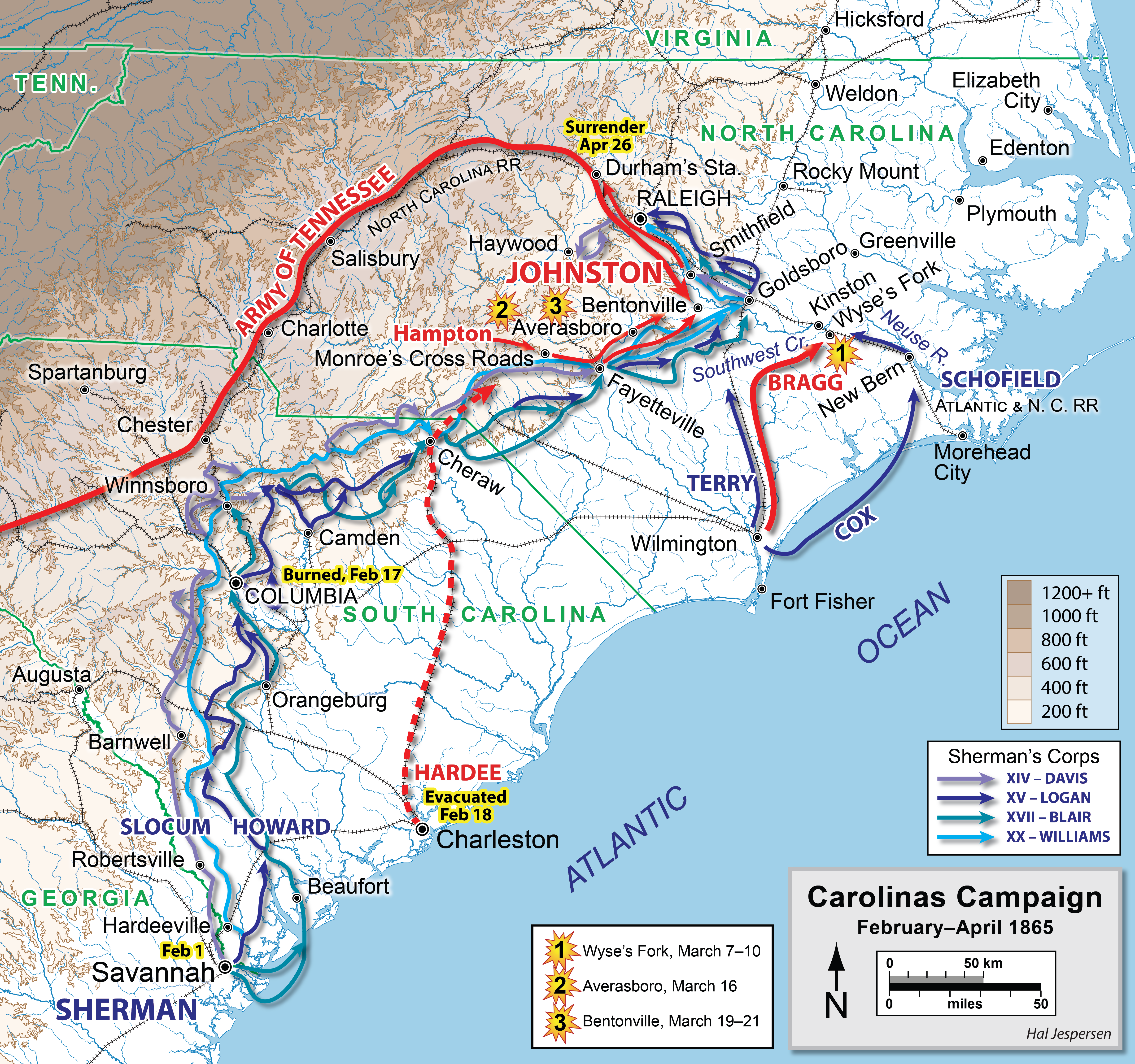
Campanha das Carolinas

Depois que William T. Sherman capturou Savannah, ele recebeu ordens de Ulysses S. Grant para embarcar seu exército em navios para reforçar os Exércitos da União na Virgínia, onde Grant estava atolado no Cerco de Petersburg contra Robert E. Lee. Sherman propôs uma estratégia alternativa. Ele convenceu Grant de que deveria marchar para o norte através das Carolinas, destruindo tudo de valor militar ao longo do caminho, semelhante à sua Marcha ao Mar através da Geórgia. Ele estava particularmente interessado em atacar a Carolina do Sul, o primeiro estado a se separar da União, pelo efeito que teria na moral do Sul.
O plano de Sherman era ignorar as concentrações menores de tropas Confederadas em Augusta, Geórgia, Charleston, Carolina do Sul, e chegar a Goldsboro, Carolina do Norte, em 15 de março de 1865, onde se uniria às forças da União comandadas por [John Schofield]] e Alfred Terry. Assim como em suas operações na Geórgia, ele marchou seus exércitos em múltiplas direções simultaneamente, confundindo os dispersos defensores do Confederados com seu primeiro objetivo verdadeiro, que era a capital do estado, Colúmbia. Ele enfrentou o exército menor e fragilizado do Tennessee, novamente sob o comando do general Joseph E. Johnston. Em 17 de fevereiro, Colúmbia se rendeu a Sherman. Os incêndios começaram na cidade e a maior parte da cidade central foi destruída. A queima de Colúmbia gerou controvérsia desde então, com alguns alegando que os incêndios foram acidentais, outros um ato deliberado de vingança. Naquele mesmo dia, os Confederados evacuaram Charleston. Em 18 de fevereiro, as forças de Sherman destruíram praticamente qualquer coisa de valor militar em Colúmbia. O último porto significativo dos Confederados, Wilmington, se rendeu em 22 de fevereiro.
Quando o presidente confederado Jefferson Davis, e o general-em-chefe Robert E. Lee sentiram que P. G. T. Beauregard não conseguia lidar adequadamente com a ameaça da União, nomearam Johnston para comandar as forças Confederadas nas Carolinas, incluindo os remanescentes do Exército do Tennessee. Concentrando suas forças, que ele nomeou o Exército do Sul, Johnston atacou na Batalha de Bentonville (19 a 21 de março), onde tentou sem sucesso derrotar uma ala do exército de Sherman (sob Henry Warner Slocum) antes que pudesse chegar a Goldsboro ou se reunir com a outra ala sob Oliver Otis Howard. Enquanto o ataque inicial dos Confederados sobrecarregou a primeira linha da União, Slocum conseguiu reunir homens suficientes para resistir a Johnston até Howard chegar ao campo de batalha durante a noite. Johnston permaneceu no campo de batalha por mais dois dias, esperando por outra vitória Confederada semelhante à da Batalha de Kennesaw Mountain, depois recuou de volta para Raleigh, perseguido por Sherman.
Em 11 de abril, Johnston recebeu a notícia de que o general Robert E. Lee se rendera no Appomattox Court House; isso o induziu a mandar uma mensagem a Sherman solicitando termos de rendição. Em 18 de abril, três dias após o Assassinato de Abraham Lincoln, Johnston assinou um armistício com Sherman em Bennett Place, uma fazenda perto da Estação de Durham. Sherman se meteu em problemas políticos oferecendo condições de rendição a Johnston, que abrangiam questões políticas e militares, sem autorização de Grant ou do governo dos Estados Unidos. Isso criou confusão sobre essa questão, que durou até 26 de abril, quando Johnston concordou com termos puramente militares, semelhantes aos termos oferecidos a Lee no Appomattox Court House, e formalmente entregou seu exército e todas as forças Confederadas nas Carolinas, Geórgia e na Flórida.

## Incursão de Wilson, Campanha de Mobile e a rendição de Forrest (março – maio de 1865)
Após a vitória em Nashville, o major-general George Henry Thomas despachou o major-general James H. Wilson para destruir a última infra-estrutura industrial remanescente nos Confederados do Alabama e da Geórgia e o major-general Edward Canby para finalmente capturar Mobile, que tinha permanecido nas mãos Confederadas, apesar da vitória do almirante David Farragut na Baía de Mobile.
Wilson, comandando o corpo de cavaleiros da Divisão Militar do Mississippi, lançou uma incursão no final de março no centro do Alabama com ordens para destruir a indústria Confederada remanescente na região, especialmente em Elyton (atual Birmingham) e Selma. A única força que restava para resistir a Wilson era a força de cavalaria de Nathan Bedford Forrest. Elyton caiu nas forças da União em 29 de março, antes que Forrest tivesse tempo de concentrar suas tropas. Um destacamento liderado pelo general-brigadeiro John T. Croxton destruiu as fábricas da região e em 4 de abril incendiou a Universidade do Alabama em Tuscaloosa. Selma foi capturado em 2 de abril após uma batalha, que foi a batalha final e a derrota de Forrest. Depois de destruir as fábricas e ferrovias de Selma, Wilson continuou a leste em direção à Geórgia. Ele teve que capturar a ponte sobre o Rio Chattahoochee em Columbus, Georgia, com uma batalha, depois continuou para Macon; aqui em 21 de abril, ele recebeu a palavra de William T. Sherman para "desistir os atos de guerra e a devastação até ouvir que as hostilidades serrem renovadas".
Canby, comandante da Divisão Militar do Mississippi Ocidental, desembarcou em meados de março perto da entrada da Baía de Mobile e avançou ao longo da costa leste até Spanish Fort, onde as forças da União iniciaram um cerco em 27 de março. Em 1 de abril, o comando das forças da União sob Frederick Steele chegou de uma rota terrestre de Pensacola e começou a cercar Fort Blakely. Em 8 de abril, as forças da União iniciaram um bombardeio de artilharia em Spanish Fort com 90 canhões de campo, seguido por um ataque de infantaria que dominou os Confederados. Canby, em seguida, se deslocou contra Fort Blakely no dia seguinte, conquistando esse forte também. Essas batalhas forçaram o comandante Confederado de Mobile, o major-general Dabney H. Maury, a evacuar a cidade.
Quando recebeu a notícia das rendições de Robert E. Lee e Joseph E. Johnston, o tenente-general Richard Taylor, comandante do Departamento Confederado do Alabama, Mississippi e Luisiana Oriental, entregou suas forças a Canby em 4 de maio, enquanto Forrest rendeu formalmente sua força em 9 de maio. A cavalaria de Wilson assumiu oficialmente o controle de Tallahassee, Flórida, em 20 de maio, a última capital do Confederados a leste do Mississippi a ser capturada, completando as operações do Teatro Ocidental. Um destacamento da cavalaria de Wilson capturou o presidente dos Confederados, Jefferson Davis, em 10 de maio, perto de Irwinville, na Geórgia.

## Principais batalhas terrestres
As batalhas terrestres mais dispendiosas no Teatro Ocidental, medidas por baixas (mortos, feridos, capturados e desaparecidos), foram:
| Batalha                     | Estado      | Data                                          |        |        | União                 | Confederados           |        |        | Total  |
| Batalha                     | Estado      | Data                                          | Forças | Forças | Comandante            | Comandante             | Baixas | Baixas | Baixas |
| --------------------------- | ----------- | --------------------------------------------- | ------ | ------ | --------------------- | ---------------------- | ------ | ------ | ------ |
| Cerco de Vicksburg          | Mississippi | 18 de maio a 4 de julho de 1863               | 77,000 | 33,000 | Ulysses S. Grant      | John C. Pemberton      | 4,835  | 32,697 | 37,532 |
| Batalha de Chickamauga      | Geórgia     | 19 a 20 de setembro de 1863                   | 60,000 | 65,000 | William S. Rosecrans  | Braxton Bragg          | 16,170 | 18,454 | 34,624 |
| Batalha de Stones River     | Tennessee   | 31 de dezembro de 1862 a 2 de janeiro de 1863 | 41,400 | 35,000 | William S. Rosecrans  | Braxton Bragg          | 12,906 | 11,739 | 24,645 |
| Batalha de Shiloh           | Tennessee   | 6 a 7 de abril de 1862                        | 63,000 | 44,699 | Ulysses S. Grant      | Albert Sidney Johnston | 13,047 | 10,699 | 23,746 |
| Cerco de Port Hudson        | Luisiana    | 22 de maio a 9 de julho de 1863               | 35,000 | 7,500  | Nathaniel P. Banks    | Franklin Gardner       | 10,000 | 7,500  | 17,500 |
| Batalha de Missionary Ridge | Tennessee   | 25 de novembro de 1863                        | 56,359 | 44,010 | Ulysses S. Grant      | Braxton Bragg          | 5,824  | 6,667  | 12,491 |
| Batalha de Atlanta          | Geórgia     | 22 de julho de 1864                           | 34,863 | 40,438 | William T. Sherman    | John Bell Hood         | 3,641  | 8,499  | 12,140 |
| Batalha de Nashville        | Tennessee   | 15 a 16 de dezembro de 1864                   | 55,000 | 30,000 | George H. Thomas      | John Bell Hood         | 3,061  | 6,000  | 9,061  |
| Batalha de Franklin         | Tennessee   | 30 de novembro de 1864                        | 27,000 | 27,000 | John M. Schofield     | John Bell Hood         | 2,326  | 6,252  | 8,578  |
| Batalha de Perryville       | Kentucky    | 8 de outubro de 1862                          | 22,000 | 16,000 | Don Carlos Buell      | Braxton Bragg          | 4,276  | 3,401  | 7,677  |
| Segunda Batalha de Corinth  | Mississippi | 3 a 4 de outubro de 1862                      | 23,000 | 22,000 | William S. Rosecrans  | Earl Van Dorn          | 2,520  | 4,233  | 6,753  |
| Batalha de Peachtree Creek  | Geórgia     | 20 de julho de 1864                           | 21,655 | 20,250 | George H. Thomas      | John Bell Hood         | 1,710  | 4,796  | 6,506  |
| Batalha de Champion Hill    | Mississippi | 16 de maio de 1863                            | 32,000 | 22,000 | Ulysses S. Grant      | John C. Pemberton      | 2,457  | 3,840  | 6,297  |
| Batalha de Richmond         | Kentucky    | 29 a 30 de agosto de 1862                     | 6,500  | 6,850  | William "Bull" Nelson | Edmund K. Smith        | 5,353  | 451    | 5,804  |

## Outras referências
- Castel, Albert. Decision in the West: The Atlanta Campaign of 1864. Lawrence: University Press of Kansas, 1992. ISBN 0-7006-0562-2.
- Cozzens, Peter. The Darkest Days of the War: The Battles of Iuka and Corinth. Chapel Hill: University of North Carolina Press, 1997. ISBN 0-8078-2320-1.
- Cozzens, Peter. The Shipwreck of Their Hopes: The Battles for Chattanooga. Urbana: University of Illinois Press, 1994. ISBN 0-252-01922-9.
- Cunningham, O. Edward. Shiloh and the Western Campaign of 1862, edited by Gary D. Joiner and Timothy B. Smith. New York: Savas Beatie, 2007. ISBN 978-1-932714-27-2.
- Eicher, David J. The Longest Night: A Military History of the Civil War. New York: Simon & Schuster, 2001. ISBN 0-684-84944-5.
- Esposito, Vincent J. West Point Atlas of American Wars. New York: Frederick A. Praeger, 1959. OCLC 5890637. The collection of maps (without explanatory text) is available online at the West Point website.
- Foote, Shelby. The Civil War: A Narrative. Vol. 1, Fort Sumter to Perryville. New York: Random House, 1958. ISBN 0-394-74623-6.
- Foote, Shelby. The Civil War: A Narrative. Vol. 2, Fredericksburg to Meridian. New York: Random House, 1963. ISBN 0-394-49517-9.
- Foote, Shelby. The Civil War: A Narrative. Vol. 3, Red River to Appomattox. New York: Random House, 1974. ISBN 0-394-74913-8.
- Fuller, Maj. Gen. J. F. C. The Generalship of Ulysses S. Grant. New York: Da Capo Press, 1929. ISBN 0-306-80450-6.
- Fuller, Maj. Gen. J. F. C. A Military History of the Western World. Vol. 3, From the Seven Days Battle, 1862, to the Battle of Leyte Gulf, 1944. New York: Minerva Press, 1956. OCLC 741433623.
- Groom, Winston. Vicksburg 1863. New York: Alfred A. Knopf, 2009. ISBN 978-0-307-26425-1.
- Hattaway, Herman, and Archer Jones. How the North Won: A Military History of the Civil War. Urbana: University of Illinois Press, 1983. ISBN 0-252-00918-5.
- Hughes, Nathaniel Cheairs, Jr. Bentonville: The Final Battle of Sherman & Johnston. Chapel Hill: University of North Carolina Press, 1996. ISBN 0-8078-2281-7
- Kennedy, Frances H., ed. The Civil War Battlefield Guide. 2nd ed. Boston: Houghton Mifflin Co., 1998. ISBN 0-395-74012-6.
- Noe, Kenneth W. Perryville: This Grand Havoc of Battle. Lexington: University Press of Kentucky, 2001. ISBN 0-8131-2209-0.
- Sword, Wiley. The Confederacy's Last Hurrah: Spring Hill, Franklin, & Nashville. Lawrence: University Press of Kansas, 1992. ISBN 0-7006-0650-5.
- Trudeau, Noah Andre. Out of the Storm: The End of the Civil War, April–June 1865. New York: Little, Brown and Company, 1994. ISBN 0-316-85328-3.
- Woodworth, Steven E.. Jefferson Davis and His Generals: The Failure of Confederate Command in the West. Lawrence: University Press of Kansas, 1990. ISBN 0-7006-0461-8.
- National Park Service battle descriptions of the Western Theater

### Historiografia
- Smith, Stacey L. "Beyond North and South: Putting the West in the Civil War and Reconstruction," Journal of the Civil War Era (Dec 2016) 6#4 pp. 566–591. DOI:10.1353/cwe.2016.0073 excerpt